# Vương quốc Visigoth
Vương quốc Visigoth là vương quốc của người Visigoth, một trong các man tộc tràn vào lãnh thổ Đế quốc Rôma trong Thời đại di cư, thiết lập trên miền mà nay là tây nam nước Pháp và bán đảo Iberia từ thế kỉ 5 tới thế kỉ 8. Người được coi là sáng lập lên vương quốc là Alaric I, lãnh tụ người Goth từng đem quân chiếm đóng thành Rôma năm 410. Trong quá trình định cư văn hóa Goth đồng hóa phần nhiều với văn hóa Tây Ban Nha-Rôma bản địa. Tiếng Goth về sau hầu như chỉ còn dùng trong giới thượng lưu, và luật pháp riêng rẽ cho người Rôma và người Goth được hợp nhất. Vương quốc từng đặt kinh đô ở Toulouse, nhưng sau khi bị người Frank đánh bại chỉ còn giữ được miền Iberia cho tới khi bị Nhà Omeyyad Hồi giáo tiêu diệt. Mũi đất phía Bắc của Tây Ban Nha là vùng duy nhất còn thuộc về người Kitô giáo, đó chính là nguồn gốc của Vương quốc Asturias sau này.

## Danh sách các vua
- Alaric I (395–410)
- Athaulf (410–415)
- Sigeric (415)
- Wallia (415–419)
- Theodoric I (419–451)
- Thorismund (451–453)
- Theodoric II (453–466)
- Euric (466–484)
- Alaric II (484–507)
- Gesalec (507–511)
  - Theoderic Đại đế (511–526)
- Amalaric (526–531)
- Theudis (531–548)
- Theudigisel (548–549)
- Agila I (549–554)
- Athanagild (554–568)
- Liuva I (568–572)
- Liuvigild (569–586)
- Reccared I (580–601)
- Liuva II (601–603)
- Witteric (603–610)
- Gundemar (610–612)
- Sisebut (612–621)
- Reccared II (621)
- Suintila (621–631)
  - Reccimer (626–631)
- Sisenand (631–636)
  - Iudila (632–633),
- Chintila (636–640)
- Tulga (640–641)
- Chindasuinth (641–653)
- Recceswinth (649–672),
- Wamba (672–680)
- Erwig (680–687)
- Egica (687–702)
- Wittiza (694–710)
- Roderic (710–711)
- Agila II (711–714)
  - Oppas (712)
- Ardo (714–721)